# 黄谱忠
黄谱忠（1948年—）中国人民解放军高级指挥员，武警少将。江西省丰城市人。九江抗洪主要功臣之一。

## 经历
1965年8月参加中国人民解放军。先后毕业于福州军区步兵学校、南昌陆军学院师团干部大专班、国防大学指挥员培训班。历任班长、排长、连长、团作训股参谋、轮训队长、军作训处参谋、军区作战部参谋、办公室秘书、军训部计划处副处长、训练处处长、师副参谋长、第31集团军作训处处长、师参谋长、副师长、集团军副参谋长、武警8710部队部队长（即师长）、武警云南省总队总队长、西安武警工程学院副院长。
1998年8－9月，奉命率8710部队1200人到九江抗洪，是主要参战部队之一。后被授予全国抗洪英模、全军抗洪先进个人。
黄是中國人民解放軍军基层出身的干部中理论素养较高的将领。著有《抢险救灾行动概论》（国防大学出版社，1998）和《军事对抗训练概论》（1995）。
1999年晋升少将警衔。